# Michael Geiger (Tischtennisfunktionär)

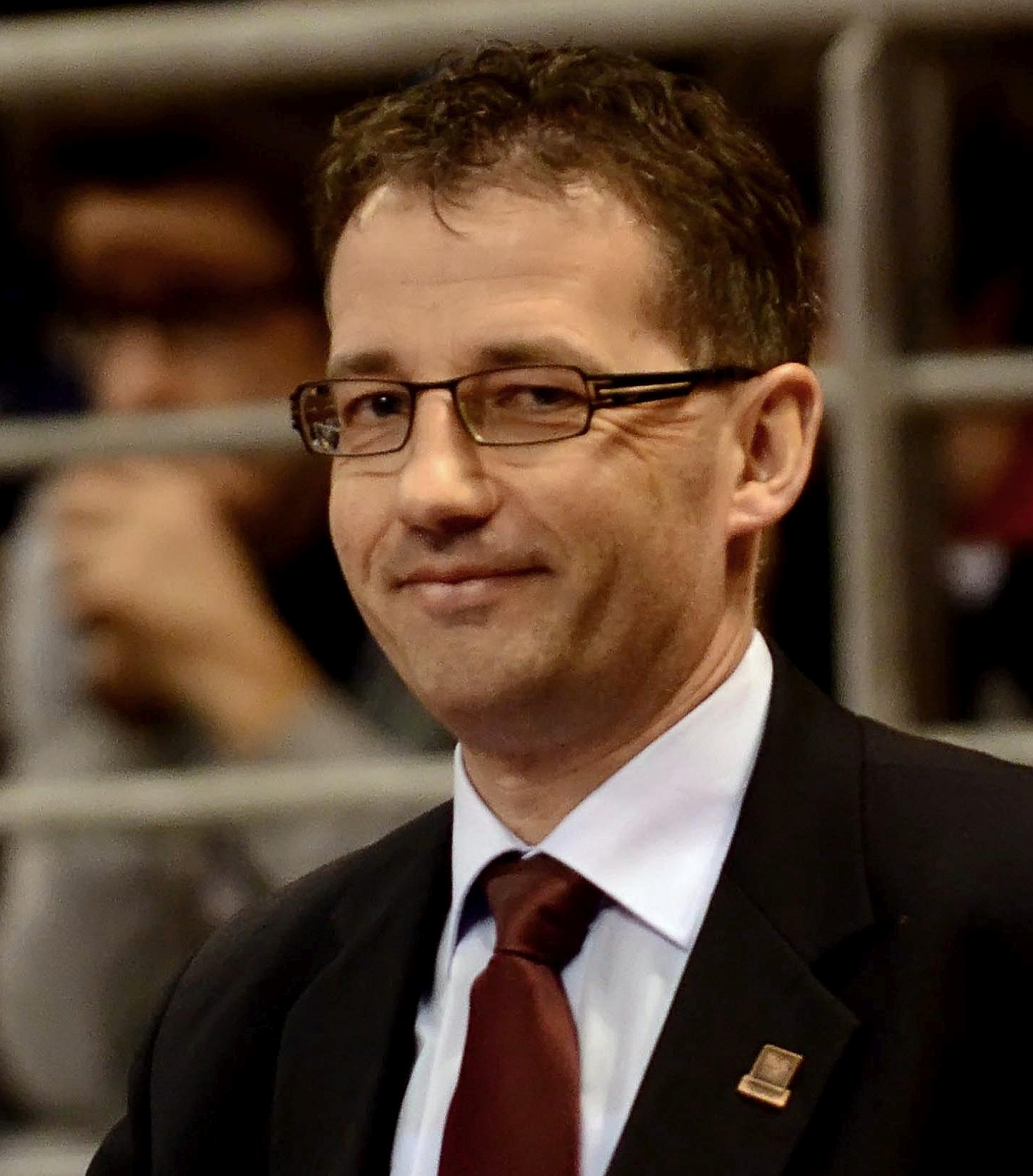
Michael Geiger (2012)

Michael Geiger (* 5. Mai 1965 in Haslach im Kinzigtal) ist ein deutscher Tischtennisschiedsrichter und Tischtennisfunktionär. Er war von 2015 bis 2021 Präsident des Deutschen Tischtennis-Bundes DTTB.

## Schiedsrichter
Michael Geiger begann früh eine Laufbahn als Tischtennisschiedsrichter. 1983 wurde er Verbandsschiedsrichter, 1995 Bundesschiedsrichter, 2002 Internationaler Schiedsrichter. 2004 beendete er erfolgreich seine Ausbildung zum Blue-Badge-Schiedsrichter. Das ist die höchste Qualifizierungsstufe, die ein internationaler Schiedsrichter erreichen kann. Michael Geiger war der erste deutsche Blue-Badge-Schiedsrichter und der siebzehnte weltweit – inzwischen gibt es international über 200 aktive Blue-Badge-Schiedsrichter. Bei drei Weltmeisterschaften hat Geiger jeweils die Endspiele geleitet:
- Mannschafts-WM 2006 in Bremen – Herrenfinale zwischen China und Südkorea,
- Mannschafts-WM 2008 in Guangzhou (China) – Herrenfinale zwischen China und Südkorea,
- Individual-WM 2013 in Paris – Damen-Finale zwischen Olympiasiegerin Xiaoxia Li und Shiwen Liu (beide China).

Auch bei den Paralympischen Spielen in Athen 2004 leitete Geiger zwei Endspiele.
Später betätigte er sich in der Schulung von Schiedsrichtern.

## Funktionär
2010 übernahm Michael Geiger das Amt des Vizepräsidenten für Finanzen beim Deutschen Tischtennis-Bund DTTB. Als der DTTB-Präsident Thomas Weikert am 10. März 2015 zurücktrat, übernahm Geiger kommissarisch dessen Aufgaben. Im November 2015 wählte ihn der DTTB-Bundestag einstimmig zum Präsidenten. 2021 trat er nicht zur Wiederwahl an.

## Privat
Michael Geiger ist verheiratet und hat zwei Kinder. Er ist Diplom-Betriebswirt (Absolvent der Berufsakademie Villingen-Schwenningen, heute Duale Hochschule Baden-Württemberg Villingen-Schwenningen) und verdient seinen Lebensunterhalt als Steuerberater und Wirtschaftsprüfer. Sein Sohn Christoph ist ebenfalls Internationaler Schiedsrichter, er leitete bei der Weltmeisterschaft 2024 das Herren-Endspiel zwischen China und Frankreich.